# メネリク2世
メネリク2世（ゲエズ語：ምኒልክ、Menelik II、1844年8月17日 - 1913年12月12日）はショアの王、後にエチオピア帝国の皇帝（在位：1889年3月9日 - 1913年12月12日）。即位前の名はサーレ・マリアム（Sahle Maryam）。

## 生涯
ショアの王（ネグ）のハイレ・マラコトの王子として生まれ、王位を継承。エチオピア中興の祖である皇帝テオドロス2世がショアを攻撃した際に捕虜とされたが、かえってテオドロスに可愛がられ、このことが自身に大きな影響を与えた。後にヨハンネス4世の跡を継いで皇帝に即位した。
第一次エチオピア戦争においてイタリア王国を破り、列強にエチオピアの独立を承認させた。これは、当時のアフリカ大陸の諸王国の中で唯一独立を保つことができた事例として有名となった。
ベルギー、フランス、ロシアなど複数の列強国家による資本を導入することによって特定の国家に従属することを避けながら、教育の近代化、電話の普及、鉄道、道路の敷設、アビシニア銀行（後のエチオピア銀行）の設立、郵便、貨幣制度、病院など一連のインフラの整備、政治面では内閣制度の導入といった近代化改革など西洋国家をモデルとした新しい国づくりを始めた。こうしてエチオピアはアフリカ諸国の中でも最も進んだ国となった。
1887年、皇后タイトゥのために作られたエチオピア高原の避暑地を帝都と定め、アディスアベバ（新しい花）と名付けた。
1906年に脳出血を起こし、以後は皇后のタイトゥ（Taytu Betul）が実権を握ることとなった。
1907年、皇孫のイヤス5世を後継者に勅定し、1913年に崩御した。

## 近代化政策
メネリクは西洋文明を積極的に導入した。首都アディスアベバにはメネリク学校を設立し、英、仏、伊の言語を教えた。さらにメネリク病院を建設した。交通面では道路の敷設や橋の建設を行った。1894年にはフランス資本のジブチ・エチオピア鉄道の敷設を許可し、1901年までにジブチ-ディレ・ダワ間が開通した。金融では1904年にアビシニア銀行を設立し貨幣制度を整備したが、貨幣の流通は都市圏に限られた。郵便制度は1896年頃から行われたが、エチオピアが国際郵政連盟に加盟したのは1908年になってからだった。電信は鉄道沿いに敷かれ、電話もアディスアベバでは通った。メネリクは自動車や蓄音機にも関心を持った。また、皇帝を補佐する内閣制度を創設した。

## 画像

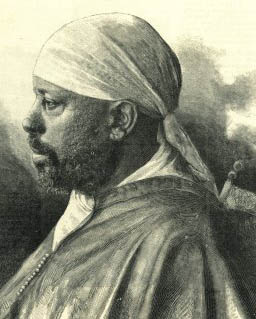
御真影
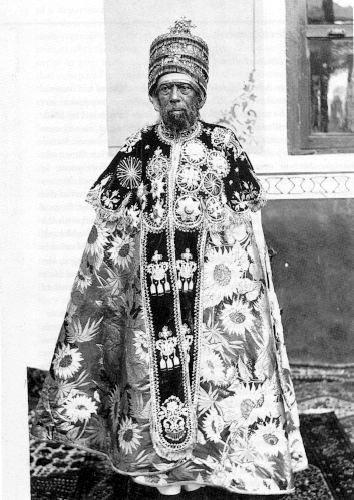
皇帝の衣装を召したメネリク2世
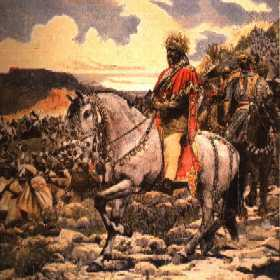
アドワの戦いで軍を率いるメネリク2世
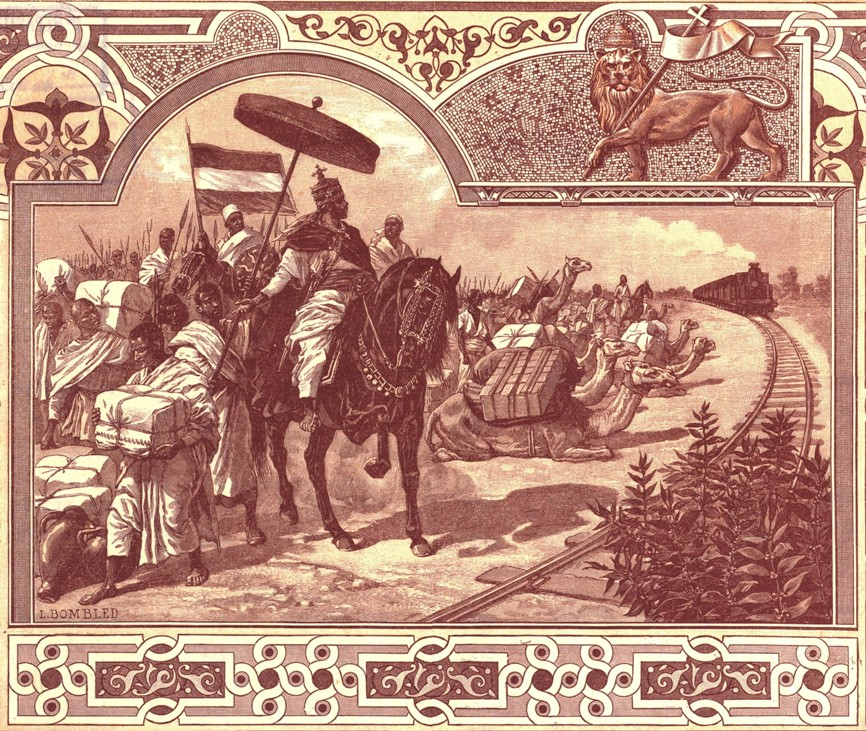
エチオピアの鉄道を親覧するメネリク2世
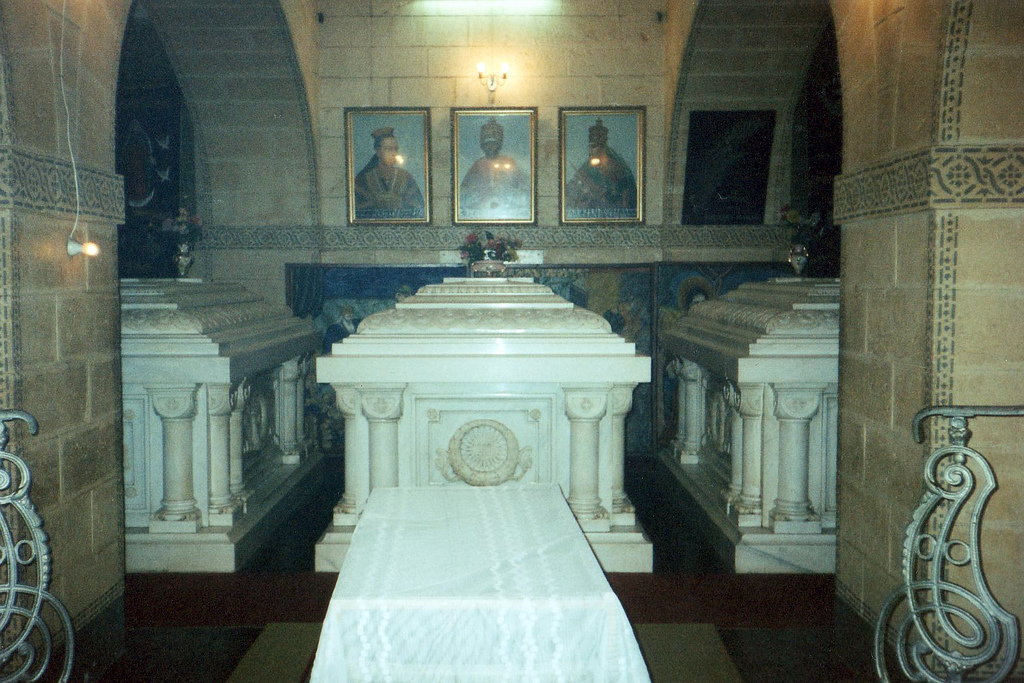
メネリク2世の廟。皇后と皇女と共に眠っている。